# Haora (vattendrag)
Haora är ett vattendrag i Bangladesh, på gränsen till Indien. Det ligger i den centrala delen av landet, 80 km öster om huvudstaden Dhaka.
Trakten runt Haora består till största delen av jordbruksmark. Runt Haora är det mycket tätbefolkat, med 1 018 invånare per kvadratkilometer.